# Mörk lori
Mörk lori (Chalcopsitta fuscata) är en fågel i familjen östpapegojor inom ordningen papegojfåglar.

## Utseende och läte
Mörk lori är en rätt stor lori med just mörk fjäderdräkt. Den har två tydliga band över bröstet och en röd näbb. Färgen varierar från gul till röd. I den snabba och raka flykten syns lysande gula fläckar i vingarna. Arten är något lik svartlori, brunlori och gulstreckad lori, men utmärker sig genom den röda näbben och avvikande flykt. Arten är mycket ljudlig, med ljusa och ringande skrin.

## Utbredning och systematik
Fågeln förekommer på Nya Guinea, Salawati och Yapen. Den behandlas vanligtvis som monotypisk.

## Levnadssätt
Mörk lori hittas i skogar och skogsbryn i låglänta områden och förberg. Den ses ofta flyga högt upp i stora flockar.

## Status
Arten har ett stort utbredningsområde och beståndet anses vara stabilt. Internationella naturvårdsunionen IUCN listar den därför som livskraftig (LC).

## Bilder

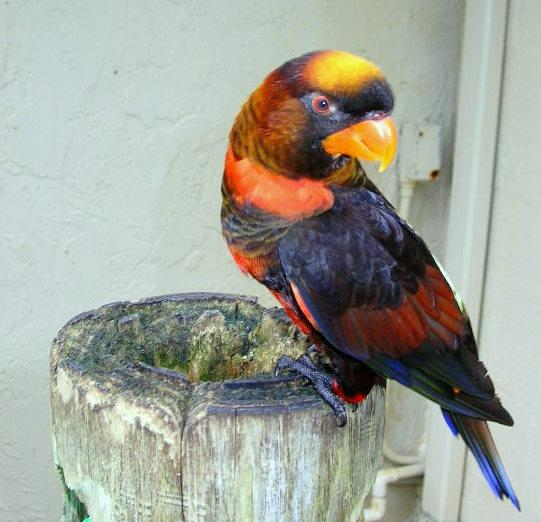
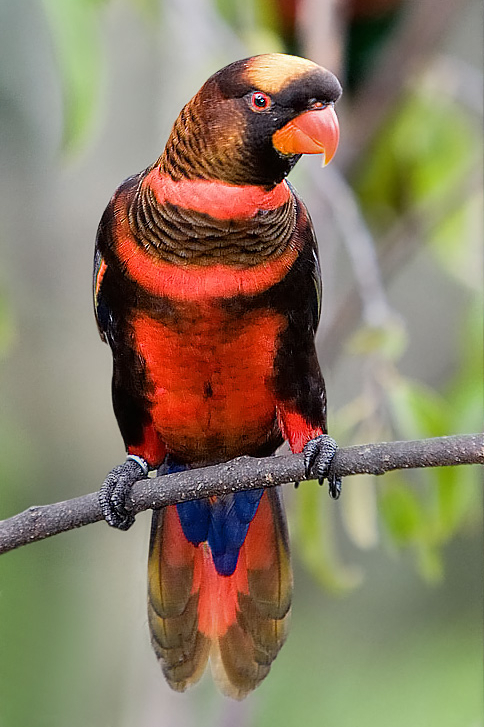
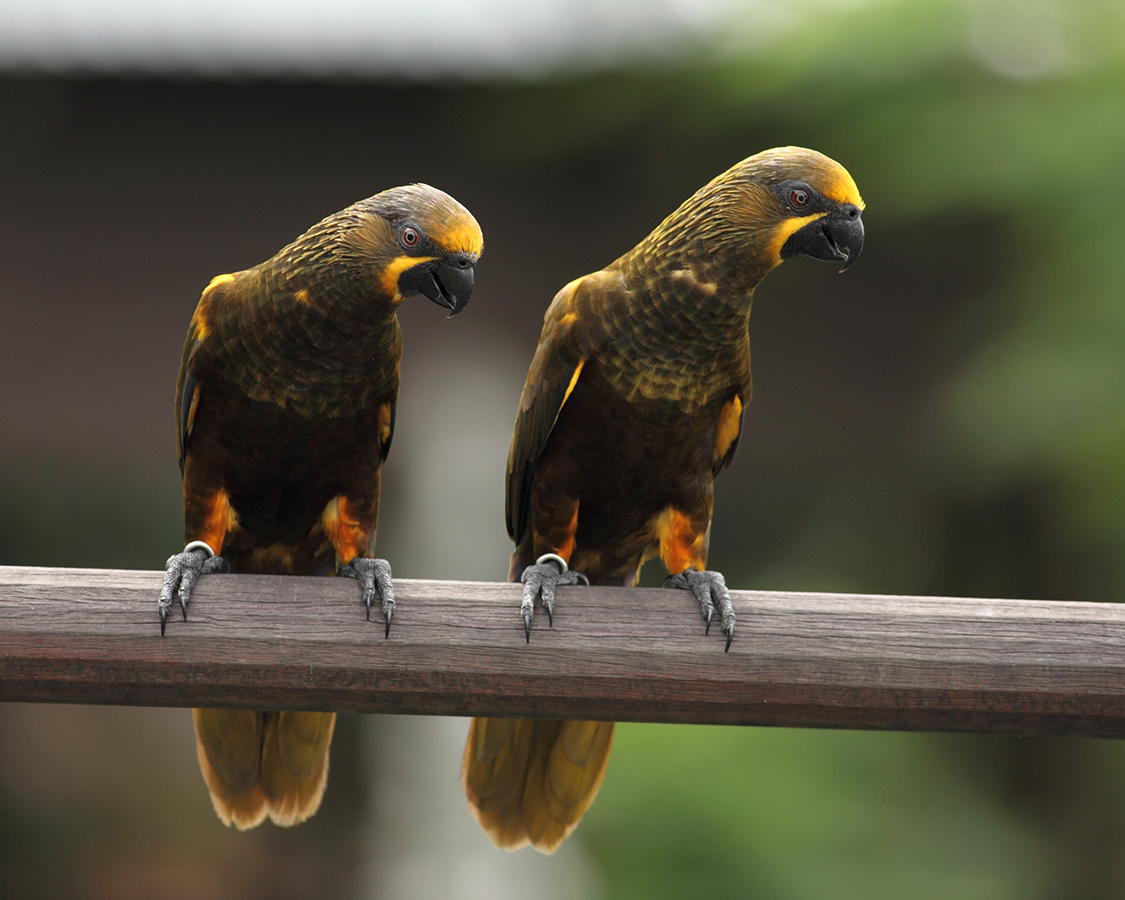